# Anaji, Hirekerur
Anaji là một làng thuộc tehsil Hirekerur, huyện Haveri, bang Karnataka, Ấn Độ.